# ليندا بي. سميث
ليندا بي. سميث (بالإنجليزية: Linda B. Smith) هي عالمة نفس أمريكية، ولدت في القرن العشرين.